# Pison
Pour les articles homonymes, voir Caius Calpurnius Piso et Calpurnius Piso.
Caius Calpurnius Piso, dit Pison, (? - 65) est un sénateur romain sous Néron, il tente vainement de prendre le pouvoir en 65.

## Famille
Ses liens avec les autres membres de la famille sénatoriale des Calpurnii Piso nous est inconnu.
Il épouse Cornelia Livia Orestilla, puis Satria Galla avec qui il à un fils (Caius) Calpurnius (Piso) Galerianus.

## Biographie
En 37 ou en 38, lors de sa cérémonie de mariage avec Livia Orestilla, l'empereur Caligula décide de lui voler sa femme en prétextant qu'il s'inscrit dans la tradition de Romulus et d'Auguste.
Il est consul suffect au début du règne de Claude, vers 41/45.
Il organise en 65 la conspiration dite de Pison contre Néron dans laquelle sont impliqués Sénèque et Lucain. D'après Tacite, le meurtre devait initialement avoir lieu dans sa riche propriété de Baïes. Celle-ci a pu être identifiée par les archéologues grâce à un tuyau de plomb portant le nom de son grand-père Lucius Calpurnius Piso. Mais la conjuration échoue, découverte trop tôt par l'empereur qui condamne alors Pison au suicide forcé. Toujours d'après les Annales, celui-ci se serait ouvert les veines.
Cette conspiration cause indirectement la mort de Pétrone, accusé injustement par Tigellin, préfet du prétoire, d'y avoir participé. Pétrone se suicidera peu après sur ordre de Néron.